# Mostaganem (tỉnh)
Mostaganem (tiếng Ả Rập: ولاية مستغانم ) là một wilaya của Algeria. Tỉnh lỵ tỉnh này là Mostaganem. Các đô thị khác có Ain Nouissi, Ain Tadles, Tazgait và Stidia.

## Các đơn vị hành chính
Tỉnh này gồm 10 huyện và 32 đô thị. Các huyện bao gồm:
- Hassi Mamèche
- Aïn Tédelès
- Bouguirat
- Sidi Ali
- Achacha
- Aïn Nouïssy
- Mesra
- Kheïr Eddine
- Sidi Lakhdar
- Đô thị cấp huyện: Mostaganem